# Scott (motorfiets)
| Scott Flying Squirrel logo |
| Scott Squirrel 500 cc uit 1923                                                                                                   |
| Typisch Scott-motorblok met de watergekoelde naar voren hellende cilinders. In dit geval van een 600 cc Flying Squirrel uit 1927 |

Scott is een historisch Brits merk van motorfietsen:

## Scott geschiedenis
Scott: Scott Engineering Co. Ltd., Mornington Works, Bradford, later Shipley, Birmingham, Scott Motor Cycle Company en Aerco Jigs & Tools, Birmingham (1909-1966). 
Door Alfred Angas Scott opgerichte fabriek die vooral bekend werd van de watergekoelde 333-, 450-, 486-, 532- en 596 cc tweecilinder tweetakten. Het merk was hiermee een van de pioniers op tweetaktgebied. 
De eerste experimenten van Scott dateren al van 1898, toen hij een tweecilinder blokje bij het stuur van een fiets monteerde. In 1903 verplaatste hij het blokje naar achteren, waarbij met een riem het achterwiel werd aangedreven. In 1908 was de ontwikkeling zover gevorderd dat Scott de tijd rijp vond voor serieproductie. Het 333 cc motorblok zat nu onder in het frame en had watergekoelde cilinderkoppen. 

### Scott Engineering Company
Het kwam echter pas in 1909 tot serieproductie. Om deze de kunnen financieren had Scott de broers Ben en William Jowell bereid gevonden te investeren. Zij stapten echter eind 1908 al uit het project waarna Alfred met zijn broer Charles, een aangetrouwde neef en een vriend de Scott Engineering Co. oprichtte. De cilinderinhoud was al gestegen naar 450 cc en in 1911 zelfs naar 486 cc. In dat jaar kregen de cilinders ook waterkoeling. In 1912 volgde een nieuwe opwaardering naar 532 cc. Doordat de productie sterk was toegenomen moest het bedrijf verhuizen naar een nieuwe fabriek in Shipley.

### Scott Autocar Company
In 1914 richtte Alfred Scott zich op de productie van zijspancombinaties de voorzien waren van een machinegeweer. Hoewel er 300 geleverd werden bleken ze niet te voldoen, waarna Scott zich richtte op een specifiek voor dit doel gebouwde driewieler. Deze bleek onverkoopbaar, maar desondanks ging Scott verder met het ontwikkelen van een driewielige auto voor de burgermarkt, de Scott Sociable. Hiervoor verkocht hij zijn belangen in Scott Engineering en richtte de Scott Autocar Company op. Ook dit werd geen succes, maar Scott heeft dit waarschijnlijk niet meer meegekregen. Hij overleed op 11 augustus 1923 op 48-jarige leeftijd aan de gevolgen van een longontsteking.

### Scott Motor Cycle Company
W. Cull had intussen de motorfietsproductie voortgezet onder de naam Scott Motor Cycle Company. Scott-motorfietsen waren tot de doorbraak van de viertakten met bovenliggende nokkenas in de jaren twintig succesvol in vrijwel alle takken van motorsport. Men produceerde intussen het 532 cc-model in toer- en sportvorm, eventueel geleverd met een zijspan. In 1921 kwam er een echt 486 cc-sportmodel onder de naam Squirrel. Later volgde een 532 cc Squirrel en in 1924 de Super Squirrel met 498- of 596 cc-motor. Doordat er van alle modellen ook nog twee- en drieversnellingsversies en daarnaast ook nog verschillende voorvorken leverbaar waren, is het onderscheiden van de verschillende Squirrel en Flying Squirrel-modellen geen eenvoudige zaak.
In 1929 kwam er een luchtgekoelde eencilinder (de Scott Lightweight) en in 1934 zelfs een 996 cc driecilinder tweetakt.

### Reynolds-Scott, Aero-Scott en Reynolds-Special
In 1929 was een faillissement nabij, maar het bedrijf werd gered door Albert Reynolds, die via zijn bedrijf AER een deel van de productie (gemodificeerd) afnam en ging verkopen onder de namen Reynolds-Scott, Aero-Scott en Reynolds-Special. Mede hierdoor kon Scott in 1933 beginnen met de ontwikkeling van de driecilinder motor, die echter het prototype-stadium niet te boven kwam. Toen de Tweede Wereldoorlog uitbrak staakte Scott (voorlopig) de productie.
In 1946 kwam de productie weer op gang, hoewel het modellengamma zeer was beperkt. Men produceerde alleen 596 cc Flying Squirrel zonder achtervering. Deze werd in 1947 voorzien van een Dowty Oleomatic-voorvork. De Scott-motorfietsen waren echter duurder dan hun viertakt-concurrenten en in 1950 sloot de Scott-fabriek voorgoed.

### Aero Jig and Tool Co.
In 1950 werd Scott overgenomen door de Aero Jig and Tool Company in Birmingham, die eigendom was van Matt Holder. Deze ging uit de oude voorraden Scotts bouwen, soms met BSA-onderdelen. Toch bracht hij in 1956 nog nieuwe 500- en 600 cc-modellen uit, met duplex frames en een swingarm achterbrug. Wie dit wilde kon echter ook nog een stijf frame bestellen. Met minimale verbeteringen ging de verkoop van Scott-motorfietsen zo nog mondjesmaat door tot 1965.

## Silk
In 1971 begon George Silk, een voormalig motorcoureur die met Scotts had geracet, met de productie van motorfietsen op basis van 636 cc Flying Squirrel-blokken. Frames, voorvorken en remmen betrok hij van Spondon. Van 1972 tot 1975 werd een kleine serie van 20 machines geproduceerd. In 1974 dwong de beperkte beschikbaarheid van originele blokken hem tot het ontwikkelen van een eigen krachtbron, weliswaar naar voorbeeld van het Scott-ontwerp. Zie verder Silk (motorfiets).

## Innovatie
Vanaf 1913 werd de benzinetank van de Scott-motorfietsen niet langer gelakt, maar bekleed met rexine, in de kleur van de favoriete jurk van Alfred Scott's schoonzuster.
Alfred Scott verkreeg tijdens zijn leven ca. 60 patenten voor onder andere voor:
- Een kruisframe voor een fiets waarbij de stevigheid werd verzorgd door op spanning staande staaldraden
- Een knijprem (1897)
- Tweecilinder tweetaktmotor (1902)
- Een zelf ontworpen carburateur (1902)
- De kickstarter met ratelmechanisme (ca. 1906)
- Een frameconstructie met rechte buizen